# Мікаель Анкер
Мікаель Анкер(дан. Michael Peter Ancher; 9 липня 1849, Борнхольм — 19 вересня 1927, Скаген) — данський художник, засновник Скагенської школи в живопису.

## Біографія
Мікаель Анкер народився 9 липня 1849 року в селі Рутскер на острові Борнхольм в купецькій сім'ї. Батько — торговий агент Ян Микаель Анкер, мати — Елен Єлизавета Мунк. Через фінансові труднощі його батько змушений був перервати навчання сина в школі і переїхати в Копенгаген. Пізніше Мікаель у пошуках достатку працював клерком у Східній Ютландії, але усе своє дозвілля присвячував малюванню. Тут же він зустрів художника Теодора Філіпсена, який помітив його здібності і запропонував зайнятися живописом серйозно. Мікаель вивчав живопис у Королівській Академії мистецтв у Копенгагені. Дебютував, як художник, в 1874 році і відразу здійснив поїздку в Париж, де продовжив навчання у Пюви де Шаванна. Анкер приїхав в Скаген в 1874 році і приєднався до товариства художників-імпресіоністів, яке тоді формувалося. У 1880 році він одружився з уродженкою Скагена, художницею-початківицею Анні Бриндум. Перші роки сім'я жила в Garden House, а після народження дочки Хельги в 1883 році сім'я переїхала в Скаген. Разом з дружиною Анною Анкер і друзями Анкер будував імпресіоністську школу Skagenmale.

## Палітра художника
Свою творчість Анкер присвятив життю рибалок, приділяючи особливу увагу темі боротьбі людини і стихії. Сюжети прості, але його образи рибалок і сільських жителів наділені по-справжньому героїчними характерами, а сюжети представлені з історичною монументальністю. Для ранніх робіт недоліком був лише тьмяний колірний колорит. Після відвідування Відня, де Михаель був вражений творами голландських майстрів, особливо Вермеєром, і під впливом імпресіоністського живопису дружини колірна гамма змінилася, набувши яскравості і світла.
У великих за форматом картинах він комбінував класичні композиційні принципи історичних картин з реалізмом.

## Твори
Відомі картини, присвячені рибальській тематиці:
- 1880 — «Обійде він мис»? («Vil han klare pynten»?)
- 1883 — «Рятувальну шлюпку проносять через дюни» («Redningsbåden køres gennem klitterne»)
- 1890 — «Чотири рибалки у човні на березі в Скагені» («Fire fiskere ved en båd på Skagens strand»)
- 1894 — «Літній день у морі» («Sommerdag påhavet»)
- 1875 — «Рибалки на березі в Скагене. Поділ улову» («Fiskere på Skagens Strand. Fangsten fordeles»)

Анкер також писав сцени з сільського побуту. Сільських жителів зображував з елементами романтики та данського національного колориту:
- 1882 -«Хвора дівчина» («Den syge pige»)
- 1895 — «Потонув» («Den druknede»)
- 1892 — «Фру Крейер проходить мимо удома Кристоффера» («Fru Krøyer går forbi Kristoffers hus»)
- 1920 — «Дружина рибалки» («Fiskerkone»)

На багатьох картинах Анкера зображені представники аристократичного суспільства:
- 1888 — «За сніданком» («Ved frokostbordet»)
- 1880 — «Хрещення» («En barnedåb»)
- 1895–1896 — «Літній день на пляжі» («Sommerdag ved stranden»)
- 1902 — «Сніданок акторів» («Skuespillerfrokost»)

## Досягнення. Відзнаки
Подружжя Анкер — одні з найпопулярніших художників Данії, їхнє зображення розміщене на грошовій купюрі вартістю в 1000 крон.